# 레이펑

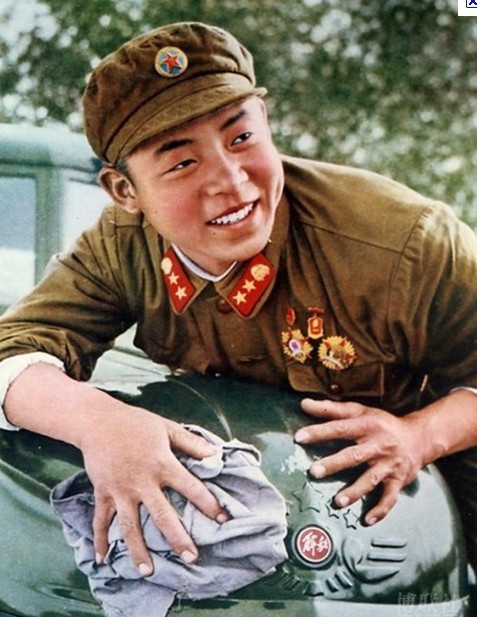
레이펑

레이펑(중국어 간체자: 雷锋, 정체자: 雷鋒, 병음: Léi Fēng, 1940년 12월 18일 ~ 1962년 8월 15일)은 중국 인민해방군의 모범병사이다. 후난성 창사 출신으로, 아동단과 소년선봉대에 들어가 활동하였으며, 1957년에는 중국공산주의청년단에 들어가, 중국 각지의 농장이나 공장에서 작업하는 등 봉사활동을 계속했다. 1960년 인민해방군에 입대, 수송대에 배속되었다. 1962년 8월 15일, 랴오닝 성 푸순에서 트럭 사고로 순직했다.
사후 마오쩌둥 등의 공산당 지도자의 말을 인용한 일기가 발견되었다. 그는 이상적 군인상으로 널리 선전되기 시작해, 1963년 3월 5일에는 마오쩌둥이 직접 향뇌봉동지학습(向雷鋒同志学習, 레이펑 동지에게 배우라) 운동을 지시하게 이른다. 이 슬로건은 문화 대혁명 중, 각종신문이나 교과서에 수없이 인용되며 우상으로 떠받들어졌다.
그 후로도 오늘날에 이르기까지 정부의 공식 캠페인에 수없이 활용되어, 3월 5일은 "레이펑에게 배우는 날(Learn from Lei Feng Day)"로 지정돼 학생들이 공원이나 거리를 청소하는 날이 되어 있다. 또한 고향인 창시와 순직지인 푸순에는 레이펑 기념관이 설립되어 있다.